# Žukovica
Žukovica je naseljeno mjesto u općini Neum, Federacija BiH, BiH.

## Povijest
Selo se spominje u „Poimeničnome popisu sandžaka vilajeta Hercegovine” 1475. – 1477.
Naziv sela dolazi od riječi lokva, tj. žukva. Istoimena lokva nalazi se na putu između zaselaka Radojuša i Prašna Glavica. Selo je bilo naseljeno i prije turske najezde da bi potom bilo napušteno i ponovno naseljeno od Pavlovića. Navodno se prije čitavo područje nazivalo Zaljuti, 'prostor iza Ljuti'.

## Stanovništvo

### 1991.
Nacionalni sastav stanovništva 1991. godine, bio je sljedeći:
ukupno: 53
- Hrvati - 53

### 2013.
Nacionalni sastav stanovništva 2013. godine, bio je sljedeći:
ukupno: 27
- Hrvati - 27

### Članci
- Vidović, Domagoj. 2009. Gradačka toponimija. Folia onomastica Croatica. Zavod za lingvistička istraživanja HAZU. Zagreb.  (18): 171–221

## Vanjske poveznice
- Satelitska snimka  Arhivirana inačica izvorne stranice od 13. ožujka 2021. (Wayback Machine)